# Бутенко, Анатолий Павлович
Анато́лий Па́влович Буте́нко (19 апреля 1925, Гадяч, Полтавская область, УССР, СССР — 9 мая 2005, Москва, Россия) — советский и российский философ

, политолог, автор большого количества работ по проблемам развитого социализма и переходного периода. Доктор философских наук (1963), профессор, профессор Московского университета, Заслуженный деятель науки РСФСР (1988). Неоднократно обвинялся в ревизионизме советским официозом[уточнить].

## Биография
В начале Великой Отечественной войны шестнадцатилетним добровольцем пошёл на фронт, для чего приписал к своему действительному возрасту два лишних года. Этим объясняется разница между действительной (1925) и официальной (1923) датами его рождения. Воевал на фронтах Великой Отечественной войны, учился в лётном училище на военного штурмана. Имеет боевые награды.
Окончил философский факультет МГУ (1952?), учился там в аспирантуре, кандидат философских наук (1953), тема диссертации: «Особенности перерастания демократической революции в социалистическую на втором этапе общего кризиса капитализма». Преподавал на философском факультете МГУ, с 1959 по 1964 год совмещал журналистскую и преподавательскую работу.
Работал в журнале «Коммунист» (19??-1962) ЦК КПСС. В 1963 защитил докторскую диссертацию по теме: «Философские вопросы идейной борьбы в коммунистическом движении». В 1964—1988 годах заведующий отделом общих проблем социализма Института экономики мировой социалистической системы (ИМСС) АН СССР. В 1988—2005 годах главный научный сотрудник ИМСС (с 1993 года — Института международных экономических и политических исследований РАН).
Преподавал в Институте повышения квалификации МГУ им. М. В. Ломоносова, был лектором общества «Знание». Участвовал в разработке Конституции СССР 1977 года.
Похоронен на Востряковском кладбище.

## Основные работы
Научное наследие составляет 445 публикаций, ряд из которых переведен на английский, немецкий, французский, болгарский, венгерский, румынский, польский, монгольский и другие языки.

### Монографии
- Бутенко А. П. Основные черты современного ревизионизма. М., Политиздат, 1959
- Бутенко А. П. Социализм как общественный строй. М., Политиздат, 1974.
- Бутенко А. П. Социалистический образ жизни: проблемы и суждения. М.: Наука, 1978. 366 с.
- Бутенко А. П. Общественный прогресс и его критерии. М., 1980.
- Бутенко А. П. Политическая организация общества при социализме. М., 1981
- Бутенко А. П. Социализм как мировая система. М., Политиздат, 1984. 318 с.
- Бутенко А. П. Власть народа посредством самого народа. М., Мысль, 1988. 204 с.
- Бутенко А. П. Современный социализм. Вопросы теории. М., Политиздат, 1989. 408 с.
- Бутенко А. П. Откуда и куда идём? Л., 1990
- Бутенко А. П. Неравномерность развития и историческое забегание (Сравнительный анализ развития СССР, России, Китая и Вьетнама). — М.:ИМЭПИ, 2000. 361 с.

### Статьи
- Бутенко А. П. Глава VIII. Проблемы развития мировой социалистической системы в свете учения В. И. Ленина // Ленинизм и философские проблемы современности / Под общ. ред. М. Т. Иовчука (руководитель автор. коллектива) и В. В. Мшвениерадзе ; АН СССР. Ин-т философии. — М. : Мысль, 1970. — С. 261—290. — 652 с. — 20 000 экз.
- Бутенко А. П. Теоретические проблемы совершенствования нового строя. О социально-экономической природе социализма// Вопросы философии, 1987.№ 2
- Бутенко А. П. Как подойти к научному пониманию истории советского общества // Наука и жизнь. 1988. № 4
- Бутенко А. П. Исторический тупик и как из него выйти? // Урал. 1990. № 9.
- Бутенко А. П. Два вопроса // Социологические исследования. 1992. № 5. С. 3-14.
- Бутенко А. П. Историческая неудача или начало революции? // Общественные науки и современность. 1992. № 4. С. 55-66.
- Бутенко А. П. Историческое забегание как новация XX века // Социологические исследования. 1999. № 6. С. 105—112.
- Бутенко А. П., Колесниченко Ю. В. Менталитет россиян и евразийство // Социологические исследования. 1996. № 5. С. 92-102.
- Бутенко А. П. Общая концепция истории и современность // Социально-политический журнал. 1998. № 2. С. 18-41.
- Бутенко А. П. Особенности крушения тоталитаризма коммунистических цветов // Общественные науки и современность. 1995. № 5. С. 169—175.
- Бутенко А. П. Откуда мы и к каким берегам стремимся? // Социологические исследования. 1992. № 11. С. 58-64.
- Бутенко А. П. О характере созданного в России общественного строя // Социологические исследования. 1994. № 10. С. 95-102.
- Бутенко А. П. Правда и ложь о революциях 1917 года // Социологические исследования. 1997. № 2. С. 30-47.
- Бутенко А. П. Реформирование России: миф или реальность // Социологические исследования. Август 1996. № 8. С. 144—150.
- Бутенко А. П. Социологические вопросы истории и теории тоталитаризма // Социологические исследования. Декабрь 1998. № 6. С. 26-37.
- Бутенко А. П. Хроника научной жизни // Социологические исследования. Июнь 1994. № 6. С. 157—158.
- Бутенко А. П. Почему у нас не получился социализм в XX столетии? // Социально-гуманитарные знания. 2001. № 3, № 4.
- Бутенко А. П. Глобализация: сущность и современный этап, борьба глобалистов и антиглобалистов. // Социально-гуманитарные знания. 2002. № 1.
- Бутенко А. П. Почему социализм погиб в России и выстоял в Китае.// Финансы. Экономика. Безопасность. 2006 № 5, № 6. (посмертно).